# Monchy-Saint-Éloi
Monchy-Saint-Éloi è un comune francese di 2 047 abitanti situato nel dipartimento dell'Oise della regione dell'Alta Francia.

## Società

### Evoluzione demografica
Abitanti censiti